# Lista dei reggimenti sabaudi

Stemma di Casa Savoia

La seguente lista dei reggimenti sabaudi elenca i reggimenti dello Stato sabaudo, prima con la denominazione di Ducato di Savoia e poi con quello di Regno di Sardegna. Molti di questi reggimenti, o parte di essi, sono esistiti fino all'epoca contemporanea o esistono tuttora inquadrati nell'Esercito Italiano.
Nelle tabelle vengono indicati l'anno di creazione del reggimento, il loro nome, con l'anno in cui questo cambiò, l'area di provenienza, e infine l'anno di scioglimento, o se esistenti tuttora il nome nel reparto in cui ora sono inquadrati.

## Storia
Emanuele Filiberto di Savoia mise in piedi l'esercito come milizia negli anni Sessanta del XV secolo e, a differenza dei suoi successori, rinunciò quasi completamente all'uso dei mercenari.
Nel 1720 i Savoia acquisirono la Sardegna che si unì ai territori del precedente Ducato, in questo modo quello che era l'Esercito Ducale Savoiardo divenne noto come Regia Armata Sarda.
Dal 1848 i reggimenti furono in prima linea nel processo dell'unificazione italiana. Nel 1861, il Regno di Sardegna divenne il Regno d'Italia, gli eserciti degli stati italiani pre-unitari furono incorporati nell'esercito sabaudo, che prese il nome di Regio Esercito. In questo contesto, il dominio napoleonico sui possedimenti continentali sabaudi, l'unità d'Italia e anche la successiva abolizione della monarchia rappresentano cesure che possono servire a segnare il tempo, ma non rotture storiche.
Come in altri stati, prima della creazione di eserciti permanenti, molti reggimenti furono istituiti solo per brevi campagne e poi sciolti. Nella seguente lista di unità di fanteria e cavalleria sono inclusi prima i "reggimenti nazionali", poi i reggimenti della milizia e infine i reggimenti stranieri reclutati negli Stati vicini.

## Reggimenti di fanteria del primo periodo moderno

### Reggimenti nazionali
Per la continuità storica di cui sopra, la definizione del termine Early Modern Times viene qui interpretata in modo un po' più flessibile, al fine di rendere più comprensibile l'ulteriore sviluppo di diversi reggimenti fino all'unità d'Italia. I reggimenti che furono quasi completamente sciolti nel 1799 ( ma spesso ripresi da Napoleone sotto altri nomi) furono ricostituiti nel 1814. La decisione di formare un nuovo reggimento di fanteria e uno stato maggiore di brigata da ciascuno dei vecchi reggimenti di fanteria non fu pienamente attuata fino al 1831 con la riforma dell'esercito di Carlo Alberto. Così, ognuna delle dieci nuove brigate aveva un vecchio e un nuovo reggimento di fanteria ciascuno. Ciò è importante perché i nomi e le tradizioni dei vecchi reggimenti sono stati trasferiti alle brigate. Nel 1831 i rispettivi reggimenti ricevettero i numeri 1 e 2 e dal 1839 in poi furono numerati consecutivamente. I nove numeri dispari tra 1 e 17 si riferiscono ai vecchi reggimenti di fanteria, i nove numeri pari tra 2 e 18 ai nuovi reggimenti menzionati. Inoltre ci sono due reggimenti di guardia. Queste unità divennero italiane nel 1861, il sistema descritto rimase fino al 1919.
I reggimenti di fanteria nazionali sono differenziati in base alle rispettive aree di reclutamento: Piemonte, Savoia, Nizza, Sardegna e (dal 1814) Liguria. I reggimenti vennero originariamente denominati con il nome del loro proprietario, successivamente presero il nome da città, regioni geografiche o province.
| Anno di creazione | Nome del reggimento | Luogo di provenienza      | Anno di scioglimento/ stato attuale          |
| ----------------- | --- | ------------------------- | -------------------------------------------- |
| 1618 (1.)         | Duca Carlo Emanuele | Piemonte                  | 1630                                         |
| 1618 (2.)         | 1618 Principe di Piemonte 1630 di Sua Altezza Serenissima 1637 Carlo Umberto | Piemonte                  | 1638                                         |
| 1618 (3.)         | 1618 Principe Tommaso 1630 Carlo Emanuele | Piemonte                  | 1648                                         |
| 1619              | 1619 Du Cheynez 1630 Boydanid 1645 Pianezza 1649 Livorno 1664 Monferrato 1821 Casale 1831 1º Rgt. di fan. Brig. Casale 1839 11º Rgt. di fan. Brig. Casale                              | 1619 Savoia 1664 Piemonte | 1999 (nell'esercito italiano)                |
| 1622              | 1622 Châteaumorand 1628 Lanzo | Savoia                    | 1629                                         |
| 1623              | du Flechiet | Savoia                    | 1624                                         |
| 1624              | 1624 Fleury (francese) 1640 Francese 1664 Savoia (nazionale) 1831, 1839 1° Rgt di fan. Brig. Savoia (Ré)                                                                               | Savoia                    | 2008 (nell'esercito italiano)                |
| 1625              | Cavoretto | Piemonte, Savoia          | 1626                                         |
| 1628              | 1628 Ressano 1637 Scaglia 1639 Carlo Umberto | Piemonte                  | 1639                                         |
| 1629 (1.)         | Massetto | Piemonte                  | 1630                                         |
| 1629 (2.)         | Principe Tommaso (II) | Savoia                    | 1630                                         |
| 1629 (3.)         | Monthoux (I) | Savoia                    | 1630                                         |
| 1630 (1.)         | Capris | Piemonte                  | 1630                                         |
| 1630 (2.)         | 1630 Vivalda 1635 Mazzetti | Piemonte                  | 1640                                         |
| 1632              | 1632 Ratto 1639 Brunacel | Piemonte                  | 1646                                         |
| 1633              | Val d’Isère | Savoia                    | 1646                                         |
| 1636 (1.)         | 1636 Catalano Alfieri 1641 Piemontese 1664 Magliano, Piemonte 1831 1°Rgt di fan. Brig. Piemonte 1839 3°Rgt di fan. Brig. Piemonte                                                      | Piemonte                  | 1943 (Nell'esercito italiano)                |
| 1636 (2.)         | Monthoux (II) | Piemonte                  | 1645                                         |
| 1636 (3.)         | 1636 Senantes (bis 1649 französisch) 1651 Challant 1664 Aosta di Sua Altezza Reale (I)                                                                                                 | Savoia                    | 1705                                         |
| 1637 (1.)         | Rovero | Piemonte                  | 1638                                         |
| 1637 (2.)         | Raynero | Savoia                    | 1667                                         |
| 1638 (1.)         | Felice di Savoia | Piemonte                  | 1638                                         |
| 1638 (2.)         | Lullin (I) | Savoia                    | 1660                                         |
| 1640 (1.)         | Roero | Piemonte                  | 1640                                         |
| 1640 (2.)         | Buschetti | Piemonte                  | 1640                                         |
| 1643 (1.)         | Cordero | Piemonte                  | 1655                                         |
| 1643 (2.)         | Malabayla | Piemonte                  | 1667                                         |
| 1643 (3.)         | 1643 Filippo di Savoia 1664 San Damiano 1664 Nizza di Sua Altezza Reale (I) | Savoia                    | 1690                                         |
| 1644 (1.)         | Monasterolo (I) | Piemonte                  | 1645                                         |
| 1644 (2.)         | Carlo Aurelio | Piemonte                  | 1652                                         |
| 1649 (1.)         | Fantone | Piemonte                  | 1655                                         |
| 1649 (2.)         | 1649 Dogliani 1655 Masino | Piemonte                  | 1660                                         |
| 1649 (3.)         | Gabaleone | Piemonte                  | 1652                                         |
| 1649 (4.)         | Berzetti di Buronzo | Piemonte                  | 1652                                         |
| 1649 (5.)         | 1649 La Loubière 1661 de Coudray | Savoia                    | 1664                                         |
| 1650              | Sibilia | Piemonte                  | 1652                                         |
| 1652              | Filippa | Piemonte                  | 1655                                         |
| 1653              | Bellino | Piemonte                  | 1660                                         |
| 1653              | Monasterolo (II) | Piemonte                  | 1655                                         |
| 1655              | Boccardo | Piemonte                  | 1655                                         |
| 1659              | 1659 Guardie 1816 Granatieri Guardie 1852 1º Rgt. granat. di Sardegna | Piemonte                  | attivo (nell'esercito italiano)              |
| 1660 (1.)         | Ayazza | Piemonte                  | 1670                                         |
| 1660 (2.)         | Merzerac | Piemonte                  | 1670                                         |
| 1667 (1.)         | d’Este | Piemonte                  | 1668                                         |
| 1667 (2.)         | Serenissimo Principe | Piemonte                  | 1668                                         |
| 1667 (3.)         | Crocebianca | Piemonte                  | 1710                                         |
| 1672 (1.)         | San Severino | Piemonte                  | 1674                                         |
| 1672 (2.)         | San Michele | Piemonte                  | 1674                                         |
| 1672 (3.)         | 1672 Lullin 1676 Bagnasco 1678 Masino 1680 Saluzzo 1821 Pinerolo 1831 1° Rgt di fan. Brig. Pinerolo 1839 13° Rgt di fan. Brig. Pinerolo                                                | Savoia                    | 1990(nell'esercito italiano)                 |
| 1672 (4.)         | Chablais (I) | Savoia                    | 1674                                         |
| 1672 (5.)         | Val d’Isère (II) | Savoia                    | 1674                                         |
| 1672 (6.)         | 1672 La Marina (I) (bis 1674) 1683 La Marina II | Nizza                     | 1690                                         |
| 1687              | Chablais (II) | Savoia                    | 1703                                         |
| 1690              | 1690 Fucilieri di Sua Altezza Reale 1774 Aosta (II) 1831 1° Rgt di fan. Brig. Aosta 1839 5° Rgt di fan. Brig Aosta                                                                     | Piemonte                  | attivo(nell'esercito italiano)               |
| 1691              | Mondovì | Piemonte                  | 1694                                         |
| 1701              | 1701 Nizza (II) 1714 La Marina (III) 1815 Cuneo 1831 1.Rgt di fan. Brig. Cuneo 1839 7.Rgt di fan. Brig. Cuneo                                                                          | Nizza                     | 2001(nell'esercito italiano)                 |
| 1703              | 1703 Desportes (gemischt) 1739 Audibert 1748 Montfort 1769 de Sury 1774 Chablais 1796 Alessandria (national) 1821 Acqui 1831 1.Rgt di fan. Brig. Acqui 1839 17.Rgt di fan. Brig. Acqui | Piemonte                  | attivo (nell'esercito italiano)              |
| 1734              | Città di Torino | Piemonte                  | 1737                                         |
| 1734              | 1734 La Regina 1831 1° Rgt di fan. Brig. Regina 1839 9° Rgt di fant. Brig. Regina (Bari)                                                                                               | Piemonte                  | attivo (nell'esercito italiano)              |
| 1744              | 1744 Sardegna 1816 Cacciatori Guardie 1852 2º Rgt. Granat. di Sard. | Sardegna                  | parzialmente attivo (nell'esercito italiano) |
| 1786              | Lombardia (II) | Piemonte                  | 1798                                         |
| 1793              | 1793 Nuova Marina 1794 Oneglia | Nizza                     | 1796                                         |
| 1815              | 1815 Sarzana, Genova 1821 Savona 1831 1° Rgt di fan. Brig. Savona 1839 15° Rgt di fan. Brig. Savona                                                                                    | Liguria                   | 1942 (nell'esercito italiano)                |

L'anzianità dei reggimenti fu stabilita per la prima volta con la costituzione dell'esercito permanente nel 1664, che si discostò in parte dalla reale anzianità. Verso la fine del primo periodo moderno, i seguenti reggimenti esistevano in modo permanente, tenendo conto dell'ordine del 1821 che è valido ancora oggi (tra parentesi brevi informazioni sulle brigate e sui reggimenti che si sono originati nel 1831/1839):
- Reggimento di Cavalleria del 1659 (1º Reggimento Granatieri di Sardegna)
- Reggimento di Fanteria Sardegna del 1744 (2º Reggimento Granatieri di Sardegna)
- Reggimento di Fanteria Savoia dal 1624 (1º/2º Reggimento di Fanteria, Brigata Savoia/Rè)
- Reggimento di Fanteria Piemonte del 1636 (3º/4º Reggimento di Fanteria, Brigata Piemonte)
- Reggimento di Fanteria Aosta del 1690 (5º/6º Reggimento di Fanteria, Brigata di Aosta)
- Reggimento di Fanteria di Cuneo dal 1701 (7º/8º Reggimento di Fanteria, Brigata Cuneo)
- Reggimento di fanteria Regina del 1741 (9º/10º Reggimento di fanteria, Brigata Regina)
- Reggimento di Fanteria di Monferrato del 1619 (11º/12º Reggimento di Fanteria, Brigata di Casale)
- Reggimento di Fanteria Saluzzo del 1672 (13º/14º Reggimento di Fanteria, Brigata Pinerolo)
- Reggimento di Fanteria di Genova del 1815 (15º/16º Reggimento di Fanteria, Brigata Savona)
- Reggimento di Fanteria Alessandria dal 1703 (17º/18º Reggimento di Fanteria, Brigata Acqui)

### Reggimento della Milizia
Tra 1568 al 1594 l'esercito era composto da otto reggimenti di milizia. A ciò fece seguito una divisione della milizia in milizia di difesa generale e in milizia speciale. Nel XVII secolo, quest'ultima fu in gran parte assorbita dai reggimenti nazionali. La milizia provinciale fu creata tra il 1669 e il 1714, come successore della milizia speciale. Durante la guerra, le sue unità furono riempite di coscritti e rafforzarono gli altri reggimenti.
Date:
- 1669: Costituzione di dodici reggimenti di milizia.
- 1703: I dodici reggimenti sono ridotti a battaglioni e portano i nomi delle rispettive province di provenienza: Cuneo, Alba, Fossano, Pinerolo, Saluzzo, Ivrea, Biella, Vercelli, Torino, Asti, Nizza, Tarantasia.
- 1704: Dai battaglioni vengono creati otto reggimenti, sciolti poi tra il 1705 e il 1713: Maffei, Trinità (Senantes), Sannazar (Pastoris), San Damiano, d'Este, Trivier, Cortanze (Chamousset), Duvillar. Inoltre, dal 1706 al 1710 fu costituito il reggimento di Santa Giulia.
- 1714: vengono istituiti dieci reggimenti provinciali, che rimangono in vita fino alla fine del secolo. Nel 1751 e nel 1786 ne vengono formati altri due. In tempo di pace questi reggimenti erano costituiti da un solo battaglione e una grande compagnia di guarnigione, in tempo di guerra si poteva aggiungere un secondo battaglione.
- Durante l'occupazione napoleonica dei territori continentali, i Savoia si rifugiarono in Sardegna. Nel 1807 vi fu ricostituita la milizia provinciale con 16 reggimenti di fanteria (Iglesias, Cagliari, Mandas, Oristano, Ales, Tempio, Sorgono, Laconi, Tortolì, Bosa, Ozieri, Bono, Nuoro, Sassari, Alghero, Carloforte) e otto reggimenti di cavalleria (Sulcis, Arborea, Mandrolisai, Trescenta, Gallura, Goceano, Cagliari, Logudoro). Non furono mai mobilitati e furono sciolti nel 1815.
- Dodici vecchi reggimenti continentali della milizia provinciale riemersero brevemente tra il 1814 e il 1816 e poi scomparvero completamente nella loro forma precedente. In seguito la milizia provinciale servì solo come riserva di personale.
- Fino alla fine del XVIII secolo le milizie di difesa generale non avevano reggimenti, ma solo unità più piccole (circa 400 compagnie) per la difesa del territorio. Dal 1794 al 1796 le unità furono riunite in 16 reggimenti.

| Anno di creazione | Nome del reggimento                                       | Scioglimento/stato attuale |
| ----------------- | --------------------------------------------------------- | -------------------------- |
| 1714              | 1714 Chablais ("Chiablese") 1774 Genevois ("Genevese")    | 1796                       |
| 1714              | 1714 Tarentaise ("Tarantasia") 1780 Maurienne ("Moriana") | 1796                       |
| 1714              | Torino                                                    | 1801                       |
| 1714              | Mondovì                                                   | 1799                       |
| 1714              | Pinerolo                                                  | 1798                       |
| 1714              | Asti                                                      | 1797                       |
| 1714              | 1714 Aosta 1774 Ivrea                                     | 1800                       |
| 1714              | 1714 Nizza 1796 Cuneo                                     | 1799                       |
| 1714              | Casale                                                    | 1800                       |
| 1715              | Vercelli                                                  | 1800                       |
| 1752              | Novara                                                    | 1796                       |
| 1752              | Tortona                                                   | 1796                       |
| 1786              | Susa                                                      | 1801                       |
| 1786              | Acqui                                                     | 1798                       |

### Reggimenti stranieri
I reggimenti stranieri (o franchi), della fanteria sono elencati secondo i loro paesi di origine: Svizzera, Germania e Francia. Il personale proveniente da diversi stati italiani e da altri stati era inquadrato in reggimenti italiani o nei cosiddetti "reggimenti misti". Nei cosiddetti "reggimenti religionari" servivano soldati che avevano lasciato la loro patria per motivi religiosi. Si trattava principalmente di ugonotti. Va notato che in tempo di guerra molti reggimenti non erano così omogenei nel loro personale. Ad esempio, il reggimento svizzero Roguin (reclutato a Berna, nel 1733), per alcuni periodi fu costituito più da tedeschi che svizzeri.
Di norma, i reggimenti stranieri venivano chiamati in base al rispettivo proprietario e quindi cambiavano il loro nome relativamente spesso.

#### Svizzera
Durante l'età moderna il reclutamento di reggimenti svizzeri mercenari era una tradizione anche nell'esercito piemontese. Emanuele Filiberto era inizialmente contrario all'uso dei mercenari, ma nel 1577 firmò dei trattati con alcuni cantoni svizzeri che gli permisero di reclutare truppe sul posto. Tuttavia, non si è avvalse di questa possibilità. Nel 1579 istituì una compagnia di guardie svizzere per la difesa del re, che, come in altri stati, prese il nome di "cento svizzeri"; il reparto venne comandata da un colonnello a partire dal 1599. Tra il 1609 e il 1652 la compagnia fu ampliata più volte fino a diventare un piccolo reggimento (l'Amrhyn) formato da quattro o cinque compagnie. La Guardia Svizzera esistette (con un'interruzione durante il periodo napoleonico) fino al 1831.
Nel 1774 tre reggimenti presero il nome dei cantoni di provenienza: Vallesano, Bernese, Grisone. I rispettivi proprietari del reggimento sono poi indicati tra parentesi.
| Anno di creazione | Nome del reggimento | Scioglimento                                                                       | Cantone di reclutamento                                                       |
| ----------------- | --- | ---------------------------------------------------------------------------------- | ----------------------------------------------------------------------------- |
| 1582              | Lussi | 1597                                                                               | con interruzioni: Lucerna, Uri, Svitto, Untervaldo, Zugo                      |
| 1609              | Stocker | 1610                                                                               | Lucerna, Uri, Svitto, Untervaldo, Zugo                                        |
| 1609              | Amrhyn | 1652                                                                               | Interruzioni del reclutamento nel: 18–30, 37–44, 50–51                        |
| 1616              | Kalbermatten (I) (Kalbermatter) | 1618                                                                               | Vallese                                                                       |
| 1617              | d’Erlach | 1618                                                                               | Berna                                                                         |
| 1625              | Socin | 1625                                                                               | Baselia, Berna                                                                |
| 1627              | Mageran | 1655                                                                               | Vallese (interruzione del reclutamento dal 1737 al 1749)                      |
| 1694              | Sacconay | 1696 (poi entrato in servizio delle provincie unite olandesi)                      | Vaud e altri                                                                  |
| 1694              | Andorno | 1699 fusa in Reding (I)                                                            | non conforme al Trattato; fusa in Reding (I)                                  |
| 1699              | 1699 Reding (I) 1706 Ghidt (Kyd) (I) 1709 Hackbrett 1731 Belmont 1731 Rietmann 1743 Kalbermatten (II) 1762 Sutter (Soutter) 1768 Kalbermatten (III) 1774 Vallesano (Kalbermatten) 1782 (de Courten) 1795 (de Streng) 1798 (Belmont) | 1799                                                                               | Vallese e altri                                                               |
| 1703              | Alt (d’Alt de Tieffenthal, Halt) | 1704 (Reclutamento interrotto a causa della guerra)                                | Friburgo                                                                      |
| 1703              | Therner (Thernes) | 1704(Reclutamento interrotto a causa della guerra)                                 | Friburgo                                                                      |
| 1703              | Zemith | 1704(Reclutamento interrotto a causa della guerra)                                 | Friburgo                                                                      |
| 1703              | Lombach | 1704(Reclutamento interrotto a causa della guerra)                                 | Friburgo                                                                      |
| 1703              | Schmid (Schmidt) | 1704(Reclutamento interrotto a causa della guerra)                                 | Uri                                                                           |
| 1703              | Reding (II) | 1704 Assorbito nell'esercito francese dopo essere stato sconfitto al forte di Bard |                                                                               |
| 1733              | Dupasquier (Du Pâquier) | 1737                                                                               | Neuchâtel                                                                     |
| 1733              | Ghidt (Kyd) (II) | 1737                                                                               | Svizzera centrale                                                             |
| 1733              | Tonatz (Donats) | 1737                                                                               | Grigioni                                                                      |
| 1733              | 1733 Roguin 1737 Diesbach 1744 Roguin (II) 1744 Roi (Roy)1760 Tscharner 1774 Bernese (Tscharner) 1786 (Tschiffeli) 1787 (Rochmondet) 1794 (Stettler) 1798 (von Ernst)                                                               | 1798                                                                               | Originariamente non conforme al contratto; Berna                              |
| 1733              | 1733 Guibert 1746 Uttinger (Uttiger, Outiger) 1753 Fatio | 1774 assorbito nel Reggimento Straniero Chablais (Chiablese);                      | Vari cantoni                                                                  |
| 1742              | 1742 Reydt 1746 Salis 1750 Sprecher 1771 Schwartz | 1774, assorbito nel reggimento dei Grigioni e (1792) nello Schmid;                 | Grigioni                                                                      |
| 1742              | Keller | 1749                                                                               | Lucerna                                                                       |
| 1744              | Meyer | 1774, si unì al Reggimento Grisone                                                 | Canton Glarona, Canton Appenzello                                             |
| 1774              | 1774 Grisone (o Luigi di Savoia-Carignano) 1782 Niederer 1788 Christ 1799 Belly | 1799                                                                               | Creato con parti dei reggimenti Schwartz e Meyer                              |
| 1792              | Schmid ( o Schmidt) | 1797                                                                               | Le truppe di stanza in Sardegna provenivano dai cantoni Glarona, e Appenzello |
| 1793              | Peyer-Imhoff (Peyer-im-Hoff, Peyer im Hof) | 1798, assorbito nell'esercito francese                                             |                                                                               |
| 1793              | Bachmann | 1798                                                                               | San Gallo                                                                     |
| 1793              | Zimmermann | 1798, assorbito nell'esercito francese                                             | Lucerna                                                                       |
| 1814              | Christ | 1816 in un certo senso, ultimo reggimento svizzero in servizio sabaudo;            | Vallese, Berna, Grigioni                                                      |

Intorno al 1794, sette reggimenti svizzeri erano al soldo dei Savoia:
- Reggimento vallesano di Streng del 1699
- Reggimento bernese Stettler dal 1733
- Il reggimento grigionese Cristo del 1774
- Reggimento Schmid del 1792 (in Sardegna)
- Reggimento Peyer-Imhoff del 1793
- Reggimento Bachmann del 1793
- Reggimento Zimmermann del 1793

#### Germania
I seguenti reggimenti furono chiamati "Reggimenti alemanni". 
| Anno di creazione | Nome del reggimento                                                                     | Provenienza                                   | Scioglimento/ stato attuale |
| ----------------- | --------------------------------------------------------------------------------------- | --------------------------------------------- | --------------------------- |
| 1594              | Lodrone                                                                                 |                                               | 1594                        |
| 1630              | Schemburg                                                                               |                                               | 1631                        |
| 1630              | Schultze                                                                                |                                               | 1631                        |
| 1630              | Galasso                                                                                 |                                               | 1632                        |
| 1640              | de Prangins                                                                             |                                               | 1642                        |
| 1653              | Planta                                                                                  |                                               | 1654                        |
| 1654              | Badant                                                                                  |                                               | 1659                        |
| 1672              | Baltim                                                                                  |                                               | 1672                        |
| 1691              | Corneaud                                                                                | Brandeburgo                                   | 1692 (1695)                 |
| 1693              | Steynaud                                                                                | Baviera                                       | 1695                        |
| 1693              | Heydelac                                                                                | Vestfalia                                     | 1695                        |
| 1694              | Varenne, Prinz Karl o Hutten                                                            |                                               | 1695                        |
| 1695              | Desprez                                                                                 | Baviera                                       | 1695                        |
| 1695              | Haxmann                                                                                 |                                               | 1698                        |
| 1698              | 1698 Schulenburg (o Schoulembourg) 1757 Leuthen 1763 Zieten                             | Creato con alcuni battaglioni del rgt Haxmann | 1774                        |
| 1704              | d’Aygoin                                                                                |                                               | 1705                        |
| 1704              | Friedt                                                                                  |                                               | 1705                        |
| 1711              | 1711 Rehbinder 1743 Burgsdorff (o Bourgsdorff) 1749 Leutrum 1755 Wangenheim 1763 Brempt |                                               | 1774                        |
| 1742              | Baden d’Urlach (o Baaden Douriac)                                                       |                                               | 1749                        |
| 1774              | Real Alemanno                                                                           | Zieten e Brempt                               | 1797                        |

#### Francia
I reggimenti francesi furono al soldo dei Savoia solo nel XVII secolo. Per comodità si è inserito fra loro quello di Savoia, sabaudo fin dall'origine, non francese di levata, d'ordinanza nazionale dal 1664, rimasto nell'esercito piemontese e poi italiano e sciolto solo nel 2008.
| Anno di creazione | Nome del reggimento | Scioglimento/ stato attuale      |
| ----------------- | --- | -------------------------------- |
| 1615              | Châtillard | 1627                             |
| 1616              | de Chiverny | 1627                             |
| 1616              | Marcelin du Gant | 1627                             |
| 1616              | Cavales d’Abries | 1627                             |
| 1616              | d’Articolier | 1627                             |
| 1618              | Chievron | 1626                             |
| 1618              | Gonfreville | 1619                             |
| 1619              | Saint Cassin | 1627                             |
| 1619              | Mésères | 1627                             |
| 1624              | 1624 Fleury 1631 Marolles (confluito nel 1659 nel Reggimento Guardie) 1640 Francese 1664 Savoia (d'ordinanza nazionale, divenuto Re nel 1861 dopo l'annessione della Savoia alla Francia e poi San Giusto dopo l'avvento della Repubblica Italiana) | 2008 (1° Rgt di fan. San Giusto) |
| 1625              | Saint Réran | 1627                             |
| 1625              | Cavoretto | 1627                             |
| 1625              | Valençay | 1627                             |
| 1625              | Lod | 1627                             |
| 1625              | de Savines | 1627                             |
| 1625              | de Flechtat | 1627                             |
| 1625              | Rochefort | 1627                             |
| 1626              | Saint Martin | 1627                             |
| 1626              | Mombasin | 1627                             |
| 1626              | La Bloquerie | 1627                             |
| 1626              | 1626 Loreno del Principe Tomaso 1636 Loreno del Principe di Piemonte | 1640                             |
| 1636              | La Tour | 1642                             |
| 1636              | La Ferté | 1639                             |
| 1636              | Sacconay | 1637                             |
| 1637              | Allod | 1638                             |
| 1638              | du Flechiet | 1639                             |
| 1636              | 1636 Senantes 1649 Senantes (diventato nazionale) 1664 Aosta di Sua Altezza Reale (I) (diventato nazionale) | 1705                             |
| 1640              | L’Église | 1644                             |
| 1640              | La Faya | 1660                             |
| 1647              | Megianes | 1652                             |
| 1649              | 1649 Pisa 1652 Ghimittier | 1660                             |

### Altro
I seguenti reggimenti erano chiamati italiani o "reggimenti misti". La maggior parte del personale proveniva da altri Stati italiani. 
| Anno di creazione | Nome del reggimento | Scioglimento/stato attuale     |
| ----------------- | --- | ------------------------------ |
| 1595              | Bindi | 1599                           |
| 1595              | Giusto | 1599                           |
| 1595              | Martinengo (I) | 1599                           |
| 1600              | Sanizar | 1601                           |
| 1600              | d’Este | 1601                           |
| 1600              | Scalenghe | 1601                           |
| 1600              | Botta | 1603                           |
| 1624              | di Boy | 1626                           |
| 1624              | Sartorio | 1626                           |
| 1626              | Martinengo (II) | 1627                           |
| 1626              | Elia | 1627                           |
| 1627              | Lecca | 1629                           |
| 1627              | Casabianca | 1629                           |
| 1627              | Orsini | 1629                           |
| 1628              | Vittani | 1629                           |
| 1628              | Montegrande | 1629                           |
| 1628              | Cattaneo | 1629                           |
| 1629              | Rangone | 1638                           |
| 1630              | Frugone | 1638                           |
| 1636              | Carafa | 1638                           |
| 1639              | Bertoldo | 1641                           |
| 1649              | Tassoni Estense | 1650                           |
| 1672              | della Marina | 1672                           |
| 1672              | Fossati | 1673                           |
| 1703              | 1703 Desportes 1739 Audibert 1748 Monfort 1769 de Sury 1774 Chablais (Chiablese) 1796 Alessandria (diventato nazionale) | Attivo (17° Rgt di fan. Acqui) |
| 1714              | 1714 Valguarnera (o Siciliano) 1723 Sicilia                                                                             | 1751                           |
| 1714              | Gioeni (o Siciliano) | 1719                           |
| 1734              | Lombardia (I) | 1751                           |
| 1744              | 1744 Corsica 1748 Vella 1749 Matra                                                                                      | 1751                           |
| 1744              | Sardegna | 1751 (poi diventato nazionale) |

### Religionari
In questi reggimenti servivano i perseguitati religiosi, soprattutto ugonotti, ma anche irlandesi e olandesi.
| Anno di creazione | Nome del reggimento                     | Scioglimento/ stato attuale |
| ----------------- | --------------------------------------- | --------------------------- |
| 1690              | 1690 Schomberg (o Julien) 1694 Galloway | 1695                        |
| 1690              | de Bigore                               | 1691                        |
| 1690              | de Quersy                               | 1691                        |
| 1690              | de Flandre                              | 1691                        |
| 1690              | di Piemonte                             | 1691                        |
| 1690              | di Svizzeri                             | 1691                        |
| 1691              | 1691 Monbrun 1694 L’Islemarais          | 1695                        |
| 1691              | Mallet                                  | 1692                        |
| 1692              | Montauban                               | 1695                        |
| 1692              | Miremont                                | 1695                        |
| 1692              | Sacconay                                | 1695                        |
| 1704              | Dumeyrol                                | 1704                        |
| 1704              | Cavalier                                | 1704                        |
| 1704              | d’Albenar                               | 1705                        |

## Reggimenti di cavalleria del primo periodo moderno

### Cavalleria Nazionale
I reggimenti di cavalleria sono elencati a partire dal 1593 senza tener conto delle aree di reclutamento, o che fossero di cavalleria leggera o pesante.
| Anno di creazione | Nome del reggimento | Anno di cioglimento/ stato attuale                               |
| ----------------- | --- | ---------------------------------------------------------------- |
| 1593              | Ponte | 1594                                                             |
| 1611              | Asinari | 1612                                                             |
| 1627              | Rangone | 1628                                                             |
| 1639              | Valperga | 1639                                                             |
| 1640              | Monti | 1650                                                             |
| 1640              | Archibugieri di Sua Altezza Reale | 1640                                                             |
| 1643              | Marazzani | 1645                                                             |
| 1643              | Ferraris (I) | 1645                                                             |
| 1643              | Chambeau | 1645                                                             |
| 1643              | Monasterolo | 1645                                                             |
| 1645              | Catalano Alfieri | 1645                                                             |
| 1645              | Senantes | 1645                                                             |
| 1646              | Villa | 1659                                                             |
| 1646              | Souvré | 1646                                                             |
| 1646              | Camerano | 1646                                                             |
| 1646              | Pianezza | 1646                                                             |
| 1650              | 1650 Don Gabriel (I) 1657 Brichanteau | 1659                                                             |
| 1653              | Livorno (I) | 1659                                                             |
| 1653              | 1653 d’Arrencourt 1657 Don Gabriel (II) | 1659                                                             |
| 1653              | Todesco | 1659                                                             |
| 1653              | Olgiati | 1659                                                             |
| 1653              | Verrua | 1659                                                             |
| 1653              | Ferraris (II) | 1659                                                             |
| 1664              | Livorno (II) | 1668                                                             |
| 1671              | Principe di Piemonte | 1671 (acquisito dalla Francia e rinominato Royal Piémont)        |
| 1683              | 1683 Dragons Bleus (Dragons Rouges, Dragoni di Verrua) 1685 Dragoni di Sua Altezza Reale 1713 Dragoni di Sua Maestà 1814 Dragoni del Rè 1821 Dragoni del Genevese 1831 Genova Cavalleria | Attivo (Brigata di cavalleria "Pozzuolo del Friuli")             |
| 1683              | 1683 Dragoni di Bernezzo 1683 Dragoni di Madama Reale | 1685                                                             |
| 1683              | 1683 Corazze Don Gabriel (III) 1685 Corazzieri di Piemonte | 1685                                                             |
| 1689              | 1689 Dragons Verts 1690 Dragoni del Genevese 1774 Cavalleggeri di Sua Maestà 1814 Cavalleggeri del Rè                                                                                    | 1821                                                             |
| 1689              | 1689 Dragons Jaunes 1691 Dragoni di Piemonte (I) 1814 Cavalleggeri di Piemonte 1832 Nizza Cavalleria                                                                                     | Attivo (Brigata alpina "Taurinense")                             |
| 1692              | 1692 Gendarmi di Cavaglià 1692 Piemonte Reale Cavalleria | Attivo (Brigata alpina "Julia")                                  |
| 1692              | 1692 Gendarmi di None, Gendarmi di Montbrison 1692 Savoia Cavalleria 1819 Cavalleggeri di Savoia 1832 Savoia Cavalleria                                                                  | Attivo (Brigata paracadutisti "Folgore")                         |
| 1714              | Lucchese | 1715                                                             |
| 1726              | 1726 Dragoni di Sardegna 1808 Cavalleggeri di Sardegna (I) 1819 Cacciatori di Sardegna                                                                                                   | 1822 (preso in carico dai Carabinieri)                           |
| 1736              | Dragoni della Regina | 1821                                                             |
| 1774              | Dragoni del Chiablese | 1796                                                             |
| 1774              | Aosta Cavalleria | Attivo (Brigata meccanizzata "Aosta"; inattivo dal 1796 al 1831) |
| 1828              | 1828 Dragoni di Piemonte (II) 1832 Novara Cavalleria | Attivo (132ª Brigata corazzata "Ariete")                         |
| 1832              | Cavalleggeri di Sardegna (II) | 1853 (presa in carico dai carabinieri)                           |

Nel 1794 erano attivi i seguenti reggimenti di cavalleria nazionale:
- Dragoni di Sua Maestà del 1683 (oggi Reggimento "Genova Cavalleria" (4º))
- Cavalleggeri di Sua Maestà del 1689 (definitivamente sciolto nel 1821)
- Dragoni di Piemonte del 1689 (oggi Reggimento "Nizza Cavalleria" (1º))
- Piemonte Reale Cavalleria del 1692 (oggi Reggimento "Piemonte Cavalleria" (2º))
- Savoia Cavalleria del 1692  (oggi Reggimento "Savoia Cavalleria" (3º))
- Dragoni di Sardegna del 1726 (assorbito dai Carabinieri nel 1822)
- Dragoni della Regina del 1736 (definitivamente sciolto nel 1821)
- Aosta Cavalleria del 1774 (oggi Reggimento "Lancieri di Aosta" (6º))
- Dragoni del Chiablese del 1774 (sciolto nel 1796)

### Reggimenti della Milizia
Alla fine degli anni Sessanta del XV secolo, in Savoia e in Piemonte si formarono due unità di cavalleria, ciascuno costituito da 13-16 compagnie nei decenni successivi. Queste unità furono assorbite nei suddetti reggimenti di cavalleria fino al 1692. La cavalleria della milizia consisteva altrimenti in compagnie indipendenti a cavallo, di cui nel XVII secolo erano di solito 16 nel XVII secolo.
Durante il periodo napoleonico, tra il 1808 e il 1814 furono istituiti in Sardegna otto reggimenti di cavalleria di milizia: Sulcis, Arborea, Mandrolisai, Trescenta, Gallura, Goceano, Cagliari e Logudoro. Non furono mai mobilitati e furono sciolti nel 1815.

### Reggimenti Stranieri
I pochi ed effimeri reggimenti stranieri della cavalleria provenivano principalmente dalla Francia. Si trattava di reggimenti puramente francesi o di reggimenti religionari. Anche questi erano principalmente costituiti da ugonotti. Nell'elenco sottostante, sotto la colonna "origine", è indicato se fossero francesi,  o se provenissero da reggimenti religionari.
| Origine      | Anno di creazione | Nome del reggimento                              | Scioglimento/ stato attuale                            |
| ------------ | ----------------- | ------------------------------------------------ | ------------------------------------------------------ |
| Francia      | 1626              | de Longueville                                   | 1627                                                   |
| Francia      | 1626              | de Saint Paul                                    | 1627                                                   |
| Francia      | 1632              | Souvré                                           | 1635                                                   |
| Francia      | 1632              | Castelan                                         | 1635                                                   |
| Religionario | 1690              | Dragons de Gand                                  | 1691                                                   |
| Religionario | 1692              | 1692 Dragons Balthazar 1695 Dragons Aubussargues | 1695 (proveniente dai Paesi Bassi)                     |
| Religionario | 1703              | Dragons de Marcel, Maix, Saint Brest             | 1706 (alcune parti trasferite ai reggimenti nazionali) |

## Artiglieria e ingegneri
In origine, l'artiglieria era composta principalmente da personale specializzato civile. Nel 1603 e nel 1625 fu presa in mano dalla milizia. Nel 1692 fu formato un battaglione d'artiglieria, dal quale nel 1743 fu formato un reggimento d'artiglieria. Dal 1775 questo reggimento formava il Corpo Reale di Artiglieria con unità d'artiglieria separate a supporto della fanteria.
Inizialmente non c'erano reggimenti nell'unità dei pionieri fondata nel 1775. Dal 1774 al 1793 la milizia mantenne una Legione Accampamenti, che si occupò della costruzione di campi e di semplici compiti pionieristici. Minatori e altri specialisti facevano ancora parte dell'artiglieria. Dal 1793 al 1798 esistette un primo reggimento di pionieri.